# Basisonderwijs in Vlaanderen

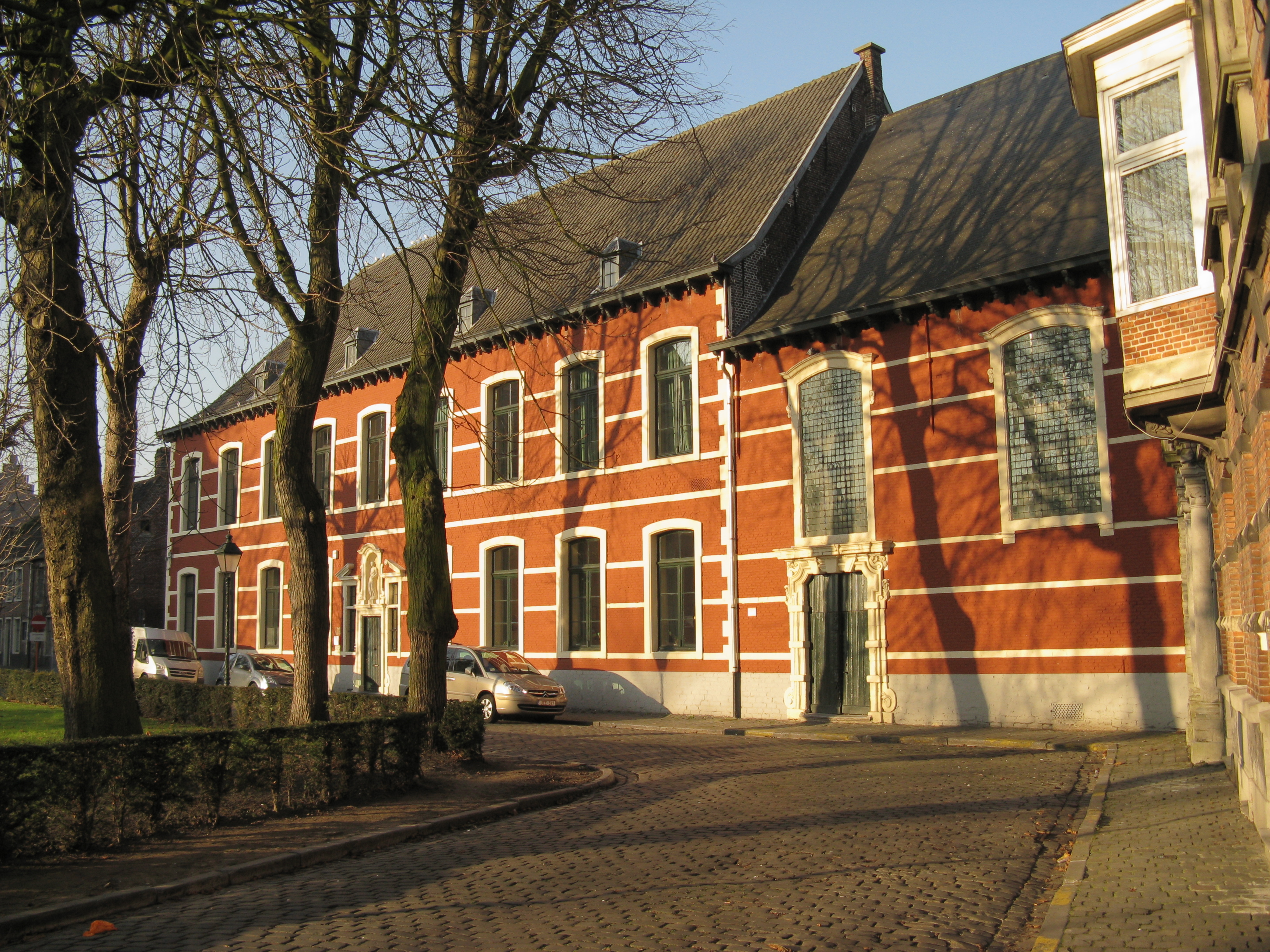
Gent, Groot Begijnhof Sint-Elisabeth, voormalig "Groothuis" en "Infirmerie" van het begijnhof, tegenwoordig basisschool De Muze.

Kleuter- en lager onderwijs vormen samen het basisonderwijs in Vlaanderen. Enkel scholen waarin zowel kleuter- als lager onderwijs wordt georganiseerd, mogen zich basisscholen noemen. 
Een school met enkel kleuteronderwijs is een autonome kleuterschool (nog zo'n 169 in 2007) en in een autonome lagere school (273 in 2007) wordt enkel lager onderwijs verstrekt. Het aantal autonome scholen daalt jaarlijks, sedert ook basisscholen zich groeperen (2004-2005) in scholengemeenschappen. Soms wordt een autonome kleuterschool echter bewust in stand gehouden. Dat gebeurt bijvoorbeeld om een aparte directie te kunnen aanstellen. De autonome kleuterschool in Voeren is om taalpolitieke redenen behouden: om een extra vestigingsplaats van het Vlaamse onderwijs te creëren.
Hoewel kleuter- en lager onderwijs structureel nog van elkaar gescheiden zijn, probeert men tussen beide een zo vloeiend mogelijke overgang te realiseren.
Naast het gewoon basisonderwijs bestaat er ook buitengewoon basisonderwijs, voor leerlingen met een handicap of beperking, of leerlingen met ernstige leerstoornissen of die langdurig ziek zijn.
Zoals het hele Vlaamse onderwijs, kent ook het basisonderwijs de indeling in onderwijsnetten.

## Kleuteronderwijs
Het gewoon kleuteronderwijs is bedoeld voor kinderen van 2,5 tot 6 jaar. In Vlaanderen volgen bijna alle kleuters tussen 3 en 6 jaar kleuteronderwijs, hoewel dit geen leerplichtonderwijs is. Elk schooljaar zijn er zeven ‘instapdata’, namelijk de eerste schooldag na elke vakantieperiode (de zomervakantie, de herfstvakantie, de kerstvakantie, de krokusvakantie, de paasvakantie en de maandag na het verlengde hemelvaartsweekeinde), én de eerste schooldag van februari. Een kleuter die op dat moment twee jaar en zes maanden is, kan op die instapdatum effectief naar school gaan. Behalve zo'n instapklasje (onthaalklas) heeft de kleuterschool:
- een klas voor de driejarige kleuters die start op één september met de kleuters die dat kalenderjaar drie jaar worden.
- een klas vierjarigen
- een klas vijfjarigen, of laatste kleuterklas

Na de kleuterschool stappen de kinderen over naar het eerste leerjaar van het lager onderwijs. Voor kinderen die dan nog niet schoolrijp worden geacht, zijn er een paar alternatieven. Meestal overlegt de school met het CLB en de ouders voor:
- overzitten van de laatste kleuterklas (dan is de kleuter wél leerplichtig, want zes jaar), of
- starten in de speelleerklas.
- overstappen naar het buitengewoon lager- of buitengewoon kleuteronderwijs.
- kiezen voor huisonderwijs

Het kleuteronderwijs heeft een sociale functie, waarbij men, voornamelijk door middel van spel, de totale ontwikkeling van het kind tracht te bevorderen. Het kleuteronderwijs vertegenwoordigt 22% van de totale schoolpopulatie. De Vlaamse Gemeenschap behoort (zoals België) tot de koplopers inzake participatie aan het kleuteronderwijs en dit reeds vanaf jonge leeftijd.
In het kleuteronderwijs werkt men met vastgelegde ontwikkelingsdoelen die men nastreeft bij de leerlingen. Dit is minder strikt dan in het lager onderwijs.

## Lager onderwijs
Het gewoon lager onderwijs is bedoeld voor kinderen van 6 tot 12 jaar en omvat 6 aaneensluitende leerjaren. Op 1 september van het burgerlijk jaar waarin het kind zes jaar wordt, begint de leerplicht en starten de kinderen in het eerste leerjaar.
Gedurende deze zes leerjaren leren de kinderen de basisvaardigheden: lezen, schrijven, rekenen.
 In het vijfde leerjaar komen daar de "zaakvakken" (vroeger werkelijkheidsonderricht / wereldoriëntatie - WO genoemd) bij: aardrijkskunde, geschiedenis, biologie, verkeersopvoeding, .... Veralgemeend is ook de studie van het Frans vanaf het vijfde leerjaar. Veel Vlaamse scholen starten al vroeger met het onderwijs van het Frans.
Lichamelijke opvoeding ("turnen") staat ook standaard op het programma, met inbegrip van schoolzwemmen.
In de gemeenschapsscholen kiezen de ouders voor hun kind ook of het godsdienst volgt, dan wel niet-confessionele zedenleer. In de vrije katholieke scholen volgen nagenoeg alle kinderen katholieke godsdienst. In de methodescholen leren de leerlingen via cultuurbeschouwing omgaan met en respect opbrengen voor elkaars levensovertuiging. Behalve de vakdoelstellingen moeten leerlingen ook "vakoverschrijdende" leerdoelen behalen.
Een kind kan maximaal eenmaal een leerjaar overzitten. In uitzonderlijke omstandigheden (na advies van het CLB), nog een tweede maal. Kinderen die minder dan zes leerjaren op de lagere school willen doorbrengen moeten minstens 4 leerjaren doorlopen en kunnen dan bij de examencommissie hun getuigschrift basisonderwijs behalen, ten vroegste dus vanaf hun negende. Deze maatregel moet hoogbegaafde leerlingen de mogelijkheid geven vroeger naar het secundair onderwijs over te stappen.
In tegenstelling tot het kleuteronderwijs werkt het lager onderwijs met eindtermen.

## Statistiek
Zowel in het kleuter- als het lager onderwijs zijn scholen ingedeeld volgens onderwijsnet. De volgende onderverdelingen worden onderscheiden:
- Officieel onderwijs, op algemene grondslag en georganiseerd door of in opdracht van een burgerlijke overheid:
  - Gemeenschapsonderwijs (GO!), uitgaande van de Vlaamse Gemeenschap
  - Officieel gesubsidieerd Onderwijs (OGO), uitgaande van andere burgerlijke overheden
    - Provinciescholen, uitgaande van de provincie
    - Gemeentescholen, uitgaande van de gemeente
    - Enkele scholen in het Brussels Hoofdstedelijk Gewest, ingericht door de Vlaamse gemeenschapscommissie.
- Vrij Gesubsidieerd Onderwijs (VGO), op godsdienstige of onderwijskundige grondslag en uitgaande van een congregatie, een bisdom, een stichting of een vzw
  - Confessioneel vrij onderwijs
    - Katholieke scholen, veruit de grootste groep
    - Protestantse scholen, acht scholen verspreid over Vlaanderen
    - Joodse scholen, circa veertien scholen in Antwerpen en Brussel

  - Niet-confessioneel vrij onderwijs:
    - Methodescholen: Steiner, Freinet, Montessori, etc.

In het schooljaar 2008-2009 waren de leerlingen als volgt verdeeld:
| Volgens Inrichtende macht                                                          | gewoon  | gewoon  | buitengewoon | buitengewoon | buitengewoon |
| ---------------------------------------------------------------------------------- | ------- | ------- | ------------ | ------------ | ------------ |
|                                                                                    | kleuter | lager   | kleuter      | lager        |              |
| gemeenschapsonderwijs                                                              | 31.431  | 53.254  | 550          | 6232         |              |
| gesubsidieerd vrij onderwijs                                                       | 137.938 | 240.320 | 1.079        | 16.343       |              |
| gesubsidieerd officieel onderwijs                                                  | 50.881  | 86.641  | 170          | 4.395        |              |
| - Provincie                                                                        | 128     | 238     | -            | 690          |              |
| - Gemeenten                                                                        | 50.756  | 86.403  | 120          | 3.608        |              |
| - Vlaamse gemeenschapscommissie                                                    | -       | -       | 50           | 97           |              |
| Bron: Statistisch jaarboek van het Vlaams Onderwijs 2008-2009, Vlaamse Gemeenschap |         |         |              |              |              |